# Иди на жизнь
Иди на жизнь — песня украинской певицы Тины Кароль, выпущенная 21 ноября 2019 года. Композиция вошла в альбом «Найти своих».

## Описание
«Иди на жизнь» — это жизнеутверждающий манифест Тины Кароль. Новую песню певица называет судьбоносной, призванной вселить веру и надежду в сердца её поклонников.
«Внутри каждого из нас есть маленький ребёнок, голос которого нужно и важно слышать на протяжении всей жизни. Кто же пророчит нам судьбу? Никто, судьба внутри нас! Мы сами себе компас и путеводитель, нужно только правильно и искренно делать свой выбор по жизни!

Пусть моя песня поможет заглянуть в свою душу и услышать голос своего внутреннего ребенка. Доверьтесь ему, он подскажет правильный путь. Идите на жизнь смело!»
«Песня пришла ко мне спонтанно. Не я писала эту песню писала, а Егор Солодовников — автор «Сдаться ты всегда успеешь», – рассказывает Тина Кароль.
Никогда не поздно заглянуть внутрь сердца, услышать маленького себя, своего внутреннего ребенка и ему довериться. А потом открыть глаза и сказать: все равно «иду в жизнь». Это эмоциональный, энергичный, танцевальный и мотивационный сингл.

## Видео
Режиссёром клипа выступила Polly Pierce и снимался в Лос-Анджелесе. Исполнительным продюсером клипа выступила Анна Пагава.
В музыкальном ролике Тина поёт в темноте и магнетизирует серебристым сиянием: ее рука словно облита блестками. Как родился этот замысел, звезда рассказала в прямом эфире «Завтраку с 1+1».
Слова и музыку написал Егор Солодовников, автор знаменитого хита певицы «Сдаться ты всегда успеешь».

## Live выступления
16 октября 2019 года выступила на шоу «Свесткая жизнь» с Екатериной Осадчей, певица презентовала свою новую песню "Иди на жизнь", которую уже совсем скоро услышат все.
25 октября в прямом эфире «Завтрак с 1+1», Тина Кароль представила новую песню «Иди на жизнь».
11 ноября на шоу «Танцы со звёздами 2019», певица исполнила свою новую песню-манифест «Иди на жизнь».
30 ноября с песней «Иди на жизнь», выступила на музыкальной премии «M1 Music Awards”.
31 декабря в новогоднем шоу «Привет 20-е», на телеканале «Украина», певица исполнила микс из своих хитов “Вабити“ и “Шиншилла“, а также новую композицию “Иди на жизнь“. В этот же день выступила на шоу «Вечерний квартал».
17 марта 2020 года в прям эфире «Завтрак с 1+1», Тина Кароль исполнила песню "Иди на жизнь" в акустической обработке. Для этого певица сама научилась играть на гитаре.

## Чарты

### Ежемесячные чарты
| Чарт (2019)                                | Высшая позиция |
| ------------------------------------------ | -------------- |
| Киев (Tophit City & Country Radio Hits)    | 29             |
| Украина (TopHit City & Country Radio Hits) | 24             |
| Украина (TopHit YouTube Hits)              | 59             |
| Украина (TopHit Radio & YouTube Hits)      | 44             |

## Текст
Текст песни «Иди на жизнь» Тины Кароль:
| Ты не против учиться радоваться жизни Всегда и всему говори «да» Закрыв дверь во вчера Ты не помнишь ни одной своей ошибки Нам небо всегда говорит «да» А нам небо всегда говорит «да» Сегодня только «да», сегодня только «да» Сегодня только «да» Ай-я-яй, на ресницах слезы и ты сидишь дома За окном сияет этот мир, за него держись Ай-я-яй, настроение не очень и это знакомо Все равно иди на жизнь Я не вижу ни одной причины «против» Того, чтобы только навстречу Бежать, улыбаться навстречу Лучам своей судьбы Мы не против учиться радоваться жизни И вместе с тобой говорить «да» С тобою только «да», с тобою только «да» С тобою только «да» Ай-я-яй, на ресницах слезы и ты сидишь дома За окном сияет этот мир, за него держись Ай-я-яй, настроение не очень и это знакомо Все равно иди на жизнь Ай-я-яй, на ресницах слезы и ты сидишь дома За окном сияет этот мир, за него держись Ай-я-яй, настроение не очень и это знакомо Все равно иди на жизнь |